# توقيت إيران

التوقيت الرسمي الإيراني.

التوقيت الرسمي الإيراني أو التوقيت الإيراني (IRST أو IT) هو التوقيت المستخدم في إيران. هذا التوقيت ت ع م+3:30 ويعرف التوقيت بخط الطول 52.5 شرقي، وهو نفس الخط الذي يحدد التقويم الفارسي. ألغت إيران بين عامي 2005 و2008 التوقيت الصيفي. وأعادت العمل به في 21 مارس 2008. والتوقيت الصيفي الإيراني یكون ت ع م+4:30.
في 22 سبتمبر 2022 ألغت إيران التوقيت الصيفي وأعلنت بدء العمل بالتوقيت الشتوي حيثُ سيتقلص الفارق بين توقيت إيران الرسمي مع توقیت غرينتش إلى 3.5 ساعة بدلا عن 4.5 ساعة حاليًّا.